# 799 Gruziński Batalion Piechoty
799 Gruziński Batalion Piechoty (niem. Georgisches Infanterie-Bataillon 799) – oddział wojskowy Wehrmachtu złożony z Gruzinów podczas II wojny światowej.

## Historia
Batalion został sformowany 16 grudnia 1942 r. w obozie w Kruszynie koło Radomia jako 799 Gruziński Batalion Piechoty im. Herakliusza II. Na jego czele stanął kpt. Schmidt. Wchodził w skład Legionu Gruzińskiego. Z uwagi na dezercje i niesubordynację w listopadzie 1943 r. przeniesiono go do okupowanej Francji. Zwalczał partyzantkę w rejonie Périgueux. W kwietniu 1944 r. po buncie zostaje rozbrojony. Większość legionistów zbiegła i walczyła we francuskim ruchu oporu. 9 z nich zostało złapanych i zabitych przez Niemców. Pozostali walczyli z partyzantami w okolicy Sissonne. Nowym dowódcą został kpt. Bakradze. Od sierpnia tego roku batalion toczył ciężkie walki z wojskami alianckimi, które wylądowały 6 czerwca w Normandii. Wycofał się wraz z oddziałami niemieckimi do Niemiec. Przeniesiono go do obozu w Neuhammer. Na początku 1945 r. trafił do okupowanej Danii, wchodząc wraz z 836 Północnokaukaskim Batalionem Piechoty w skład 1607 Kaukaskiego Pułku Grenadierów 599 Brygady Grenadierów gen. Wilhelma von Henninga. Na pocz. maja został rozbrojony przez wojska alianckie. Większość żołnierzy została deportowana do ZSRR. Nieliczni osiedlili się na emigracji.